# Tetraka cellut
El tetraka cellut (Crossleyia xanthophrys) és una espècie d'ocell de la família dels bernièrids (Bernièrids) és una espècie de boscarla malgaixa, anteriorment classificada a la família dels sílvids (Sylviidae). És endèmic de Madagascar.

## Hàbitat i distribució
Habita el sotabosc de la selva pluvial de les terres baixes del nord i est de Madagascar. Sovint en conreus de bambú. Es distingeix de la resta de tetraks per la franja ocular groga.
Si bé la tendència poblacional és decreixen, l'IUCN considera que està en risc mínim de conservació.